# NGC 871
NGC 871 é uma galáxia espiral barrada (SBc) localizada na direcção da constelação de Aries. Possui uma declinação de +14° 32' 51" e uma ascensão recta de 2 horas, 17 minutos e 10,6 segundos.
A galáxia NGC 871 foi descoberta em 14 de Outubro de 1784 por William Herschel.